# Bibliographie sur l'Indonésie

## Culture et tourisme
- Aarsse, Robert, L'Indonésie, Karthala, 1993
- Covarrubias, The Island of Bali
- Dalton, Bill, Indonesia Handbook
- Lonely Planet

## Politique
- Bertrand, Romain, Indonésie : la démocratie invisible - Violence, magie et politique à Java, Editions Karthala, 2002
- Bertrand, Romain, Etat colonial, noblesse et nationalisme à Java, Editions Karthala, 2005
- Cayrac-Blanchard, Françoise, Indonésie, l'armée et le pouvoir, L'Harmattan, 1991
- Cayrac-Blanchard, Françoise, Stéphane Dovert, Frédéric Durand, Indonésie - un demi-siècle de construction nationale, L'Harmattan, 1992
- Feillard, Andrée et Rémy Madinier, La fin de l'innocence. L'islam indonésien face à la tentation radicale, IRASEC, 2006
- Philippe Raggi, Indonésie, la nouvelle donne, L’Harmattan, 2000
- Raillon, François, Indonésie, 1er septembre 2007

## Romans
- Baum, Vicky, Sang et volupté à Bali
- Couperus, Louis, La Force des ténèbres
- Du Perron, Edgar, Le pays d'origine
- Haasse, Hella
- Multatuli, Max Havelaar

## Sciences humaines
- Bellwood, Peter, Prehistory of the Indo-Malaysian Archipelago, Academic Press Australia, 1985
- Bellwood, Peter, The Austronesians, 1995
- Bertrand, Romain, Indonésie : la démocratie invisible, Karthala, 2002
- Bertrand, Romain, Etat colonial, noblesse et nationalisme à Java : la Tradition parfaite, Karthala, 2005
- Geertz, Clifford, Religion of Java, University of Chicago Press, 1976
- Hamonic, Gilbert, Le Langage des Dieux, Cultes et Pouvoirs Pré-Islamiques en Pays Bugis, Célèbes-Sud, Indonésie, Éditions du CNRS, 1987
- Levathes, Louise, When China Ruled the Seas : The Treasure Fleet of the Dragon Throne, 1405-1433, Oxford University Press, 1997
- Lombard, Denys, Le carrefour javanais (3 vol.), Editions de l'EHESS, 1990
- Manguin, Pierre-Yves,"From Funan to Sriwijaya: Cultural continuities and discontinuities in the Early Historical maritime states of Southeast Asia", 25 tahun kerjasama Pusat Penelitian Arkeologi dan École française d'Extrême-Orient, Jakarta, 2002
- Multatuli, Max Havelaar
- Reid, Anthony, Southeast Asia in the Age of commerce 1450-1680 (2 vol.), Yale University Press, 1993 et 1988
- Ricklefs, M. C., A History of Modern Indonesia since c. 1300, Stanford University Press, 1993
- Stohr, Waldemar et Piet Zoetmulder, Les religions d'Indonésie, Payot, 1965
- Sukanda-Tessier, Viviane, Parlons soundanais - Langue et culture Sunda, L'Harmattan, 2007
- Suryadinata, Leo (Ed.), Admiral Zheng He & Southeast Asia, International Zheng He Society and Institute of Southeast Asian Studies, 2005
- Wolters, O. W., Early Indonesian commerce, Cornell University Press, 1967
- Wolters, O. W., The Fall of Sriwijaya in Malay History, 1970

## Revue scientifique spécialisée
- Archipel (semestrielle, dont 74 numéros en ligne, avec 1825 contributions, 1971-2007), publie depuis 1971 des études à dominante historique et sociale sur le Monde insulindien (archipel indonésien, péninsule malaise, et zones insulaires des Philippines à Madagascar.